# Villa Vorster

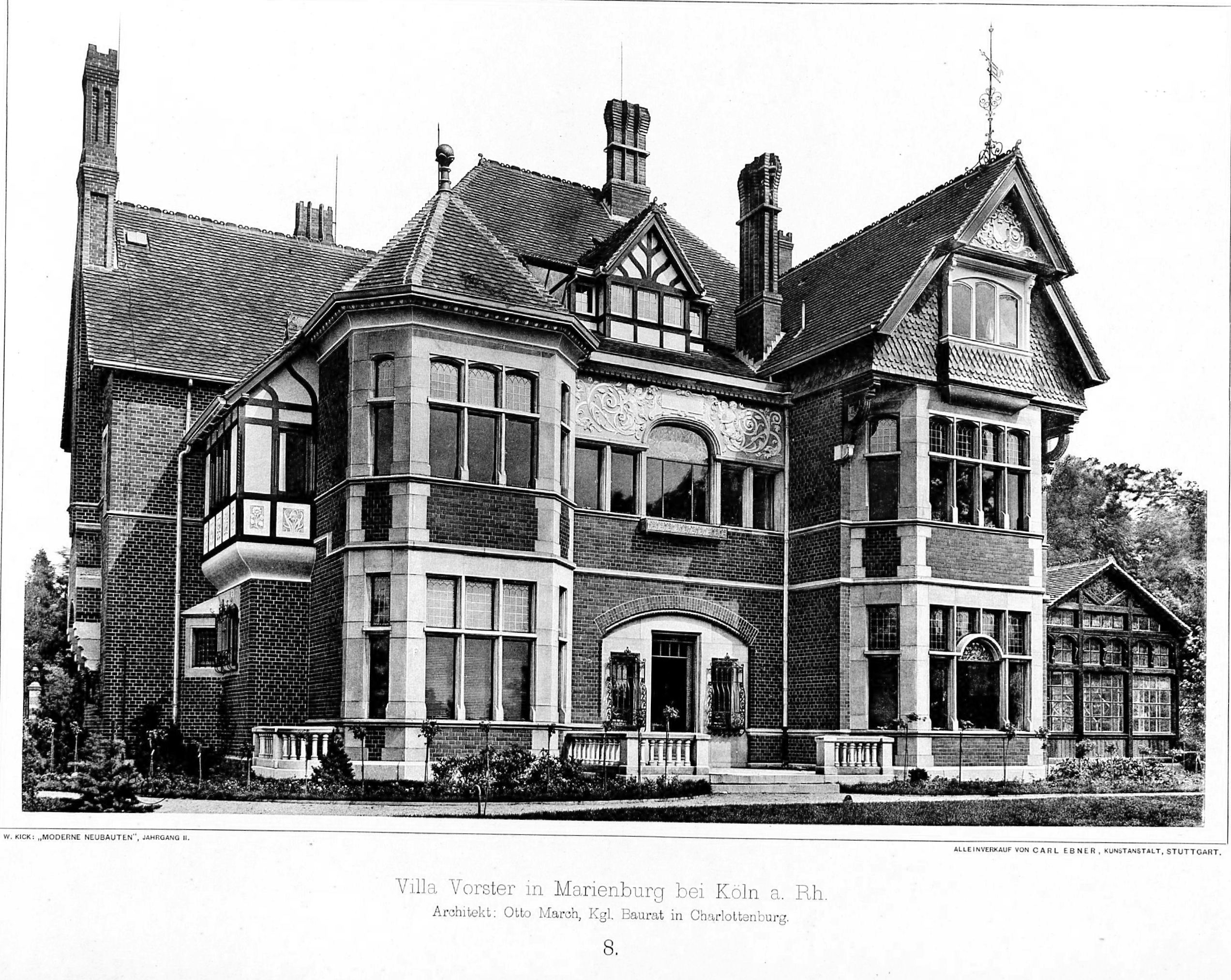
Villa Vorster

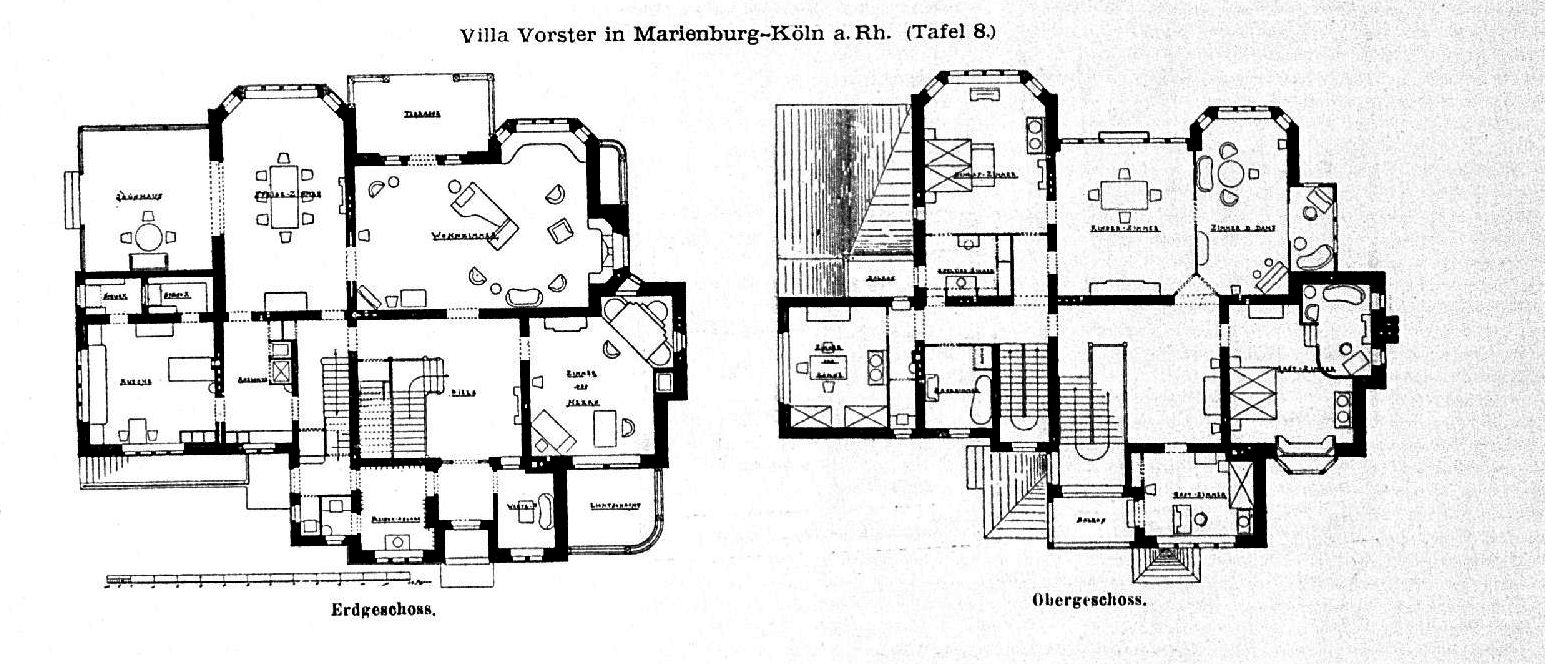
Grundriss Villa Vorster

Die Villa Vorster ist ein 1891–1894 erbautes Wohnhaus in Köln-Marienburg, Unter den Ulmen 148. Als frühes Beispiel für den Haustypus des englischen Landhauses in Deutschland besitzt sie besonderen architekturgeschichtlichen Zeugniswert und steht unter Denkmalschutz.

## Beschreibung und Geschichte
Die Villa wurde von dem Berliner Architekten Otto March im englischen Landhausstil erbaut, den dieser durch seinen Schwager Fritz Vorster schätzen gelernt hatte. Vorster, der mehrere Jahre in England gelebt hatte, wünschte diesen Stil ausdrücklich, und March nahm Studien vor Ort vor, so dass die Villa Vorster schließlich zu einem der ersten nahezu stilreinen englischen Landhäuser auf deutschem Boden wurde.
Die Fassade ist zwischen den Sandsteingliederungen rot verblendet und weiß gefugt. Die Stuckverzierungen wurden von Jäger & Drechsler aus Berlin gefertigt. Das Dach wurde mit Rathenower Dachziegeln eingedeckt.
Die Villa wurde 1904 stilistisch angepasst umfangreich erweitert. Sie überstand beide Weltkriege, wurde jedoch 1953 für das belgische Kriegsgericht umgebaut. Kamine und Verglasungen im Inneren des Gebäudes fielen dieser Umgestaltung zum Opfer, während sich äußerlich an dem Bauwerk wenig änderte.
Eine denkmalgeschützte Zaunanlage umschließt die Villa Vorster und das zugehörige ehemalige Pförtnerhaus mit ca. 80 m² Wohnfläche, das zeitweise ebenfalls vom belgischen Militär genutzt wurde.
Die Villa wurde bis 2003 von den belgischen Soldaten als Militärgericht genutzt. Nach deren Abzug fiel sie an die Bundesanstalt für Immobilienaufgaben. Im Jahr 2004 verkaufte diese das Gebäude gegen Höchstgebot an die Firma GbR Villa Vorster, ein Tochterunternehmen der Stefan Frey AG in Köln.
Anschließend wurde das Gebäude samt seinen Außenanlagen denkmalgerecht saniert. Es entstanden 1.500 Quadratmeter Wohnfläche, verteilt auf 6 Wohnungen.
Die Villa Vorster ist eine Station auf dem Kulturpfad Rodenkirchen.